# Jonathan Lacourt
Jonathan Lacourt (* 17. August 1986 in Avignon) ist ein ehemaliger französischer Fußballspieler.

## Karriere
Jonathan Lacourt startete seine Karriere als Fußballer im Jahr 2005 beim französischen Erstligisten RC Lens. Bereits in seiner ersten Spielzeit kam er in zwei UEFA-Pokal-Partien zum Einsatz. In seiner zweiten Saison als Profi wurde er an den Ligarivalen ES Troyes AC ausgeliehen. Trotz regelmäßiger Einsätze musste Lacourt den Abstieg seiner Mannschaft mit ansehen, so dass er nach dem Jahr als Leihspieler wieder nach Lens zurückkehrte.
Am 9. Juli 2008 kam es zu einem Doppeltransfer von Lacourt und Seid Khiter zum Valenciennes FC, der auf 1,5 Millionen Euro geschätzt wird.
Aufgrund eines verhängnisvollen Fouls von Kader Mangane, einem ehemaligen Teamkollegen bei Lens, brach er sich Schien- und Wadenbein beim Spiel Rennes-Valenciennes am 21. März 2009. Daher wird Lacourt voraussichtlich neun Monate nicht spielen können.